# Bassin du Pô
Pour un article plus général, voir Pô.
Le bassin versant du Pô est un bassin versant qui couvre plusieurs régions de l'Italie et de la Suisse ainsi que quelques fragments en France.

## Présentation

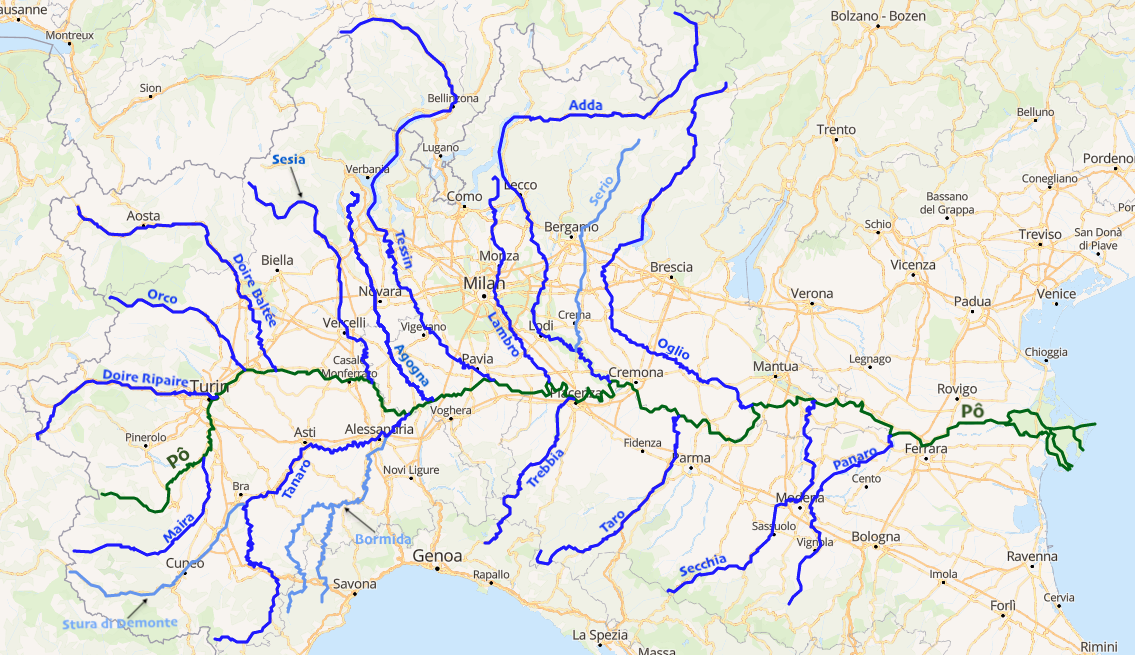
Cours du Pô et des cours d'eau de plus de 100 km dans son bassin (carte interactive).

### Italie
En Italie, il couvre 3 971 communes  et sept régions : Piémont, Val d'Aoste, Lombardie, Vénétie, Émilie-Romagne, Ligurie et la Province autonome de Trente. Il couvre une grande partie de la plaine du Pô, région la plus riche d'Italie (Lombardie: 1er rang de l'industrie et 2e rang en agriculture derrière l'Émilie-Romagne).

### Suisse
En Suisse, il comprend le bassin du Tessin dont le bassin hydrographique, qui inclut ceux du lac Majeur et du lac de Lugano, est de 6 598 km2[réf. nécessaire], dont 3 369 km2 en territoire suisse[réf. nécessaire] et 3 229 km2 en territoire italien[réf. nécessaire]. La partie amont du val Divedro, drainé par la Doveria, sous affluent du Tessin, est l'unique vallée du canton du Valais situé au sud des Alpes. Aux Grisons, la rivière Moesa dans le val Mesolcina alimente le Tessin tandis que la Mera dans le val Bregaglia et le Poschiavino dans le val Poschiavo alimentent l'Adda.

### France
Quelques fragments du territoire français sont situés sur le versant est des Alpes et dont les cours d'eau rejoignent des affluents du Pô. Ainsi, de l'eau tombant sur le territoire français se jette dans l'Adriatique. Liste de ces aires :
- française depuis le traité de Paris en 1947, la vallée Étroite fait partie du bassin versant du Pô[2] ;
- le versant oriental du massif du Mont-Cenis, comprenant par ailleurs le lac du Mont-Cenis ;
- le versant oriental de la Cime de Bard[Où ?] ;
- la vallée de la Vecchia au sud-est du mont Giusalet, sur la commune de Bramans ;
- une grande partie de la commune de Montgenèvre ;
- la vallée du Clos des morts[Où ?] ;
- quelques hectares au sud-ouest du sommet du Bric Froid ;
- la partie comprise entre le mont Blanc et le mont Blanc de Courmayeur, commune de Saint-Gervais-les-Bains, selon la définition française. Selon la définition italienne, la frontière se trouve sur la ligne de partage des eaux entre le Rhône et le Pô.

## Affluents
Le Pô est alimenté par 45 affluents et plus de 281 sous-affluents (recensés dans Wikipédia).